# Breedon Group
Breedon Group plc. ist ein britisches Unternehmen, das seinen Sitz in  Breedon on the Hill, Leicestershire hat. Es ist ein Hersteller von Baumaterialien. Darunter fallen Zuschlagstoffe, Zement, Asphalt, Transportbeton, Straßenbelag. Zu den Zuschlagstoffen gehören Schotter, Gestein, Sand, Kies, recycelte Zuschlagstoffe, weißer Kalkstein. Daneben werden Pflastersteine, Tonziegel, Fertigbeton, kellenfertiger Mörtel, Dachziegel und Estrich hergestellt.
Es verfügt über 100 Steinbrüche, 50 Asphaltwerke, 170 Transportbetonwerke und 2 Zementwerke.  Zu den Marken gehören Whitemountain Lagan, Breedon Golden Amber Gravel, Breedon Fyfestone 1stMix, Breedon Cement und Welsh Slate. Zu den angebotenen Dienstleistungen gehören Breedon Mobile Concrete Solutions, ein  Anbieter von mobiler Betonmischung vor Ort, und Breedon Surfacing Solutions, ein Auftragnehmer für Straßenbeläge.
Das Unternehmen ist an der Londoner Börse gelistet und Teil des FTSE 250 Index.

## Geschichte
In der Gemeinde Breedon on the Hill werden seit dem späten 18. Jahrhundert Steine abgebaut. Der Steinbruch produziert Kalkstein und Kies. Der in Breedon und Cloud Hill abgebaute Stein ist eine chemische Form von Kalziumkarbonat, reich an Magnesium. Beim Erhitzen entsteht Kalk, durch Zugabe von Zement entsteht ein wertvoller Baustoff. Im Jahr 2000 wurden Breedon und seine Steinbrüche Breedon Hill und Cloud Hill von dem Unternehmen Ennstone, einem Zuschlagstoffkonzern in den Midlands, übernommen. Ennstone wurde dann im Jahr 2010 von den Baustoffindustrie-Veteranen Peter Tom und Simon Vivian durch deren Investmentgesellschaft Marwyn Materials übernommen. Sie nannten das kombinierte Unternehmen Breedon Aggregates. Sie beabsichtigten, das Unternehmen durch die Übernahme kleiner, oft in Familienbesitz sich befindende Betriebe, zu vergrößern.
Im Februar 2016 kündigte die Wettbewerbs- und Marktaufsichtsbehörde der britischen Regierung an, dass sie die geplante Übernahme von Hope Construction Materials durch Breedon untersuchen werde und verwies auf möglichen mangelnden Wettbewerb in der Baustoffindustrie. Die anschließende Untersuchung ergab, dass die Übernahme den Wettbewerb bei der Produktion und Lieferung von Zuschlagstoffen nicht übermäßig beeinträchtigen würde.
Im November 2016 erwarb Breedon die Sherburn Minerals Group, ein Unternehmen für schwere Baumaterialien mit Hauptsitz in der Grafschaft Durham.
Im Mai 2017 erwarb die Gruppe Pro Mini Mix, einen spezialisierten Beton-Lieferanten mit Sitz in Oldbury. Im August 2017 folgte die Übernahme von Humberside Aggregates, einem unabhängigen Sand- und Kiessteinbruch und Zuschlagstoffhandelsunternehmen mit Sitz in North Cave. Im April 2018 übernahm Breedon die Firma Lagan Group, im Juni 2018 das Unternehmen Blinkbonny Quarry und im Oktober 2019 die Roadway Surfacing & Civil Engineering.
Im Januar 2020 einigte sich Breedon mit dem mexikanischen Zementhersteller Cemex auf einen Vertrag über 178 Millionen Pfund zur Übernahme von 49 Transportbetonwerken, 28 Steinbrüchen für Zuschlagstoffe, vier Depots, einem Zementterminal, 14 Asphaltwerken und vier Betrieben für Betonprodukte. Der Vertrag wurde nach der Prüfung durch die britische Wettbewerbs- und Marktaufsichtsbehörde im September 2020 abgeschlossen.